# Songshi zunsheng bu
Das Songshi zunsheng bu (chinesisch 宋氏尊生部, Pinyin Sòngshì zūnshēng bù – „Führer der Familie Song zur Kultivierung des Lebens“) wurde im Jahr 1504 von Song Gongwang (宋公望), dem Sohn von Song Xu (宋诩) in der Zeit der Ming-Dynastie verfasst.
Der Verfasser stammt aus Huating (华亭). Das Werk umfasst 10 Kapitel (juan). Es ist im Zhuyu shanfang zabu (竹屿山房杂部; „Miszellen aus dem Bambusinsel-Studio“) enthalten.
Darin sind viele Methoden aus früheren Werke, wie dem Jujia biyong shilei quanji (居家必用事类全集) und Shilin guangji (事林广记), verzeichnet.
Es enthält Material zu Fermentationsprozessen, Gärungserregern und Lebensmittelverarbeitung, außerdem Rezepte. Insgesamt werden darin über 200 Lebensmittelverarbeitungsarten und Lagerungsarten angegeben. Es ist eine wichtige Quelle zur Geschichte der chinesischen Ess- und Trinkkultur.

## Inhaltsübersicht
- Kap.1 Suppen, Brühen usw. (汤部) 27[3]
- Kap.2 Wasser (水部) 14
- Kap.3 alkoholische Getränke (Reiswein u. a.) (酒部) 31
- Kap.4 Gärungserreger (hongqu u. a.) (曲部) 15
- Kap.5 jiang (Sojasoße u. a.) (酱部) 14
- Kap.6 Essig (醋部) 21
- Kap.7 xiangtou (香头部) 2
  - Material für die ao-Kochmethode (爊料部) 8
  - zao-Konservierung (糟部) 2
  - vegetarische Füllungen (素卷馅部) 2
- Kap.8 Scharfes (辣部) 2
  - Weizenmehl (面[部]) 11
- Kap.9 Reismehl (粉部) 3
  - Zucker ({饣唐}部) 5
  - Honig (蜜部) 2
  - Brei, Bohnenquark (粥饭部豆腐) 3
- Kap.10 Früchte, Nüsse, Kerne usw. (果部) 52
  - Süßigkeiten ({食唐}部) 5

## Alte Drucke und moderne Ausgaben
Das Werk ist im Zhuyu shanfang zabu (竹屿山房杂部; "Miszellen aus dem Bambusinsel-Studio") enthalten, wovon es eine Siku quanshu (四库全书)-Ausgabe gibt. Das Werk ist auch in der japanischen Büchersammlung Chugoku shokkei sosho enthalten.